# Mistrovství světa v lakrosu
Mistrovství světa v lakrosu je nejdůležitější mezinárodní soutěž ve field lakrosu, kterou organizuje Federation of International Lacrosse. První ročník se konal v roce 1967 jako součást oslav stého výročí sjednocení Kanady, druhý o sedm let později, od té doby se pořádá každé čtyři roky. Kromě nezávislých států se ho účastní také reprezentace Irokézů, indiánského kmene, který tuto hru provozoval jako první. Historicky nejúspěšnějším týmem jsou Spojené státy americké s devíti prvenstvími. Zájem o účast roste, na šampionátu v roce 2014 startovalo 38 zemí.

## Seznam šampionátů
|     | Rok  | Hostitel   | Zlato  | Stříbro   |
| --- | ---- | ---------- | ------ | --------- |
| 1.  | 1967 | Toronto    | USA    | Austrálie |
| 2.  | 1974 | Melbourne  | USA    |           |
| 3.  | 1978 | Stockport  | Kanada | USA       |
| 4.  | 1982 | Baltimore  | USA    | Austrálie |
| 5.  | 1986 | Toronto    | USA    | Kanada    |
| 6.  | 1990 | Perth      | USA    | Kanada    |
| 7.  | 1994 | Manchester | USA    | Austrálie |
| 8.  | 1998 | Baltimore  | USA    | Kanada    |
| 9.  | 2002 | Perth      | USA    | Kanada    |
| 10. | 2006 | London     | Kanada | USA       |
| 11. | 2010 | Manchester | USA    | Kanada    |
| 12. | 2014 | Denver     | Kanada | USA       |
| 13. | 2018 | Netanja    | USA    | Kanada    |
| 14. | 2022 | Coquitlam  |        |           |

## Medailisté
| Země                  | Zlato | Stříbro | Bronz | Celkem |
| --------------------- | ----- | ------- | ----- | ------ |
| USA                   | 10    |         | 3     | 13     |
| Kanada                | 3     | 6       | 4     | 13     |
| Austrálie             |       | 3       | 7     | 10     |
| Spojené království    |       | 1       |       | 1      |
| Irokézská konfederace |       |         | 2     | 2      |
| 5                     | 13    | 10      | 16    | 39     |

## Umístění České republiky
- 1998 9. místo
- 2002 10. místo
- 2006 15. místo
- 2010 13. místo
- 2014 14. místo
- 2018 26. místo